# Jeleni Dwór
Jeleni Dwór (niem. Rehhof) – osada leśna w Polsce położona w województwie opolskim, w powiecie prudnickim, w gminie Biała.
W latach 1975–1998 miejscowość administracyjnie należała do ówczesnego województwa opolskiego.
W spisie gromad i miejscowości w powiecie prudnickim na dzień 1 stycznia 1953 wymieniono Jeleni Dwór jako przysiółek Chrzelic. W 1966 w gajówce mieszkało 9 osób. W opracowanej w 1971 przez Powiatowy Inspektorat Statystyczny w Prudniku Statystycznej charakterystyce miejscowości w gromadach powiatu prudnickiego, miejscowość została wymieniona pod nazwą Jeleni Dwór.
Obok Jeleniego Dworu usytuowana jest wieża radiowo-telewizyjna RTCN Chrzelice.

## Zabytki
Zgodnie z gminną ewidencją zabytków w Jelenim Dworze chroniony jest:
- zespół budynków leśnictwa „Jeleni Dwór”, na skraju oddz. leśnego nr 94

## Transport
W zarządzie Wydziału Drogownictwa Starostwa Powiatowego w Prudniku znajduje się droga powiatowa nr 1270O relacji Chrzelice – Jeleni Dwór.